# Benafer
Benafer es un municipio de la Comunidad Valenciana, en España. Está situado en la provincia de Castellón, en la comarca del Alto Palancia.  Cuenta con una población de 170 habitantes (INE 2024). Se trata de un municipio hispanófono, en el que el español cuenta con el predominio lingüístico reconocido legalmente.

## Geografía
Integrado en la comarca de Alto Palancia, se sitúa a 70 kilómetros de la capital provincial. El término municipal está atravesado por la Autovía Mudéjar (A-23) y por la carretera nacional N-234, entre los pK 52 y 53, además de por carreteras locales que conectan con Caudiel, Jérica y Viver. El relieve del municipio está definido por la sierra de Espina al norte, donde se superan los 1000 metros de altitud, y una zona abrupta y barrancosa en el resto del territorio. La altitud oscila entre los 1 193 m.s.n.m. al noroeste (Cerro de la Porra), en el límite con Pina de Montalgrao, y los 540 m.s.n.m. junto a un barranco en el límite con Jérica. El pueblo se alza a 587 m.s.n.m.. 

### Localidades limítrofes
| Noroeste: Pina de Montalgrao      | Norte: Caudiel | Noreste: Caudiel       |
| Oeste: Pina de Montalgrao y Viver |                | Este: Caudiel y Jérica |
| Suroeste: Viver                   | Sur: Viver     | Sureste: Jérica        |

## Historia
Se han encontrado restos de poblamientos ibéricos en los yacimientos de San Roque y el Castillejo. A pesar de esto, la localidad es de fundación musulmana y, después de la reconquista, mantuvo su población musulmana hasta su expulsión en 1368 a raíz de su rebelión durante la guerra de Castilla. Dicho año esta alquería recibió una primera Carta de Puebla, que se vio completada y ratificada por el Obispo de Segorbe, Íñigo de Valterra, en 1379 cuando, a título particular, compró el lugar.
Posteriormente perteneció a la baronía y condado de Jérica aunque posteriormente pasó a ser propiedad de la familia Exarc durante el siglo XV, a partir de 1611 de la familia Cucaló y a mitad del siglo XVII llegó a manos de Joaquín de Castellví.

### SigloXVIII
Según Cavanilles que decía que las únicas comunicaciones que había era que estaba a tres cuartos de hora de Viver. También decía en su obra que el sector primario se daba lugar a 760 cahíces de trigo,  284 de maíz,  50 entre cebada y judías,  60 cántaros de vino y 60 libras de seda. Cavanilles menciona que en el pueblo habitaban 100 vecinos y también como otros datos que había canteras de mármol negruzco.  La impresión de la obra de Cavanilles es negativa porque es claramente falta de información. Madoz en cambio nos da mucha más información. Madoz menciona que el clima es ordinariamente templado, sobre edificios argumenta que había un molino harinero y otro de aceite. Madoz nos cuenta que había una casa municipal con cárcel, cementerio, carnicería, una escuela que a su vez estaba dividida para alumnos y otra parte para alumnas. Sobre la iglesia nos relata que había una parroquia que estaba bajo la advocación de San Salvador, servida por cura, cuya vacante se proveyó por oposición en concurso general, nos decía que las únicas carreteras 4 caminos roaíles. Madoz decía en su obra que en el sector primario estaban dedicados a la agricultura: olivos, higueras,  viñas,  frutales, moreras, preciosos huertecillos de flores, hortalizas y legumbres; dentro de las actividades económicas destaca que había vino en abundancia, trigo, cebada, panizo, aceite, frutas y seda. Madoz menciona que aquel pueblo lo constituían 120 casas de 11 a 15 varas de altura y fue fundado en el año 1679 por Don Iñigo Valterra, Obispo de Segorbe. Otros datos de interés que nos cuenta Madoz es que había tres fuentes: la Fuente del Salto, la Fuente del Chocolate y la Fuente de Juan de Águeda. La impresión que nos da Madoz sobre el pueblo es buena debido a su clima templado y a su paz y armonía. 

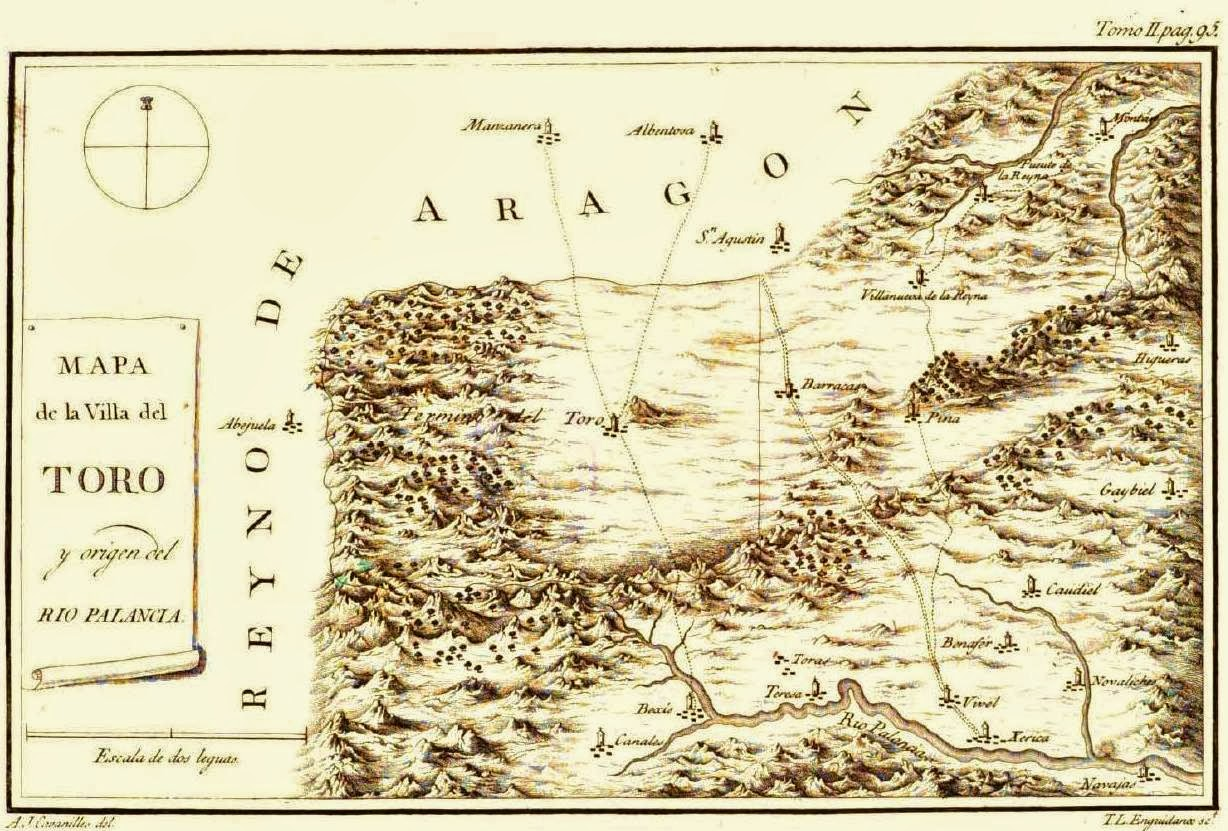
Mapa del Alto Palancia en las Observaciones de Cavanilles

### Posterior
Tras la guerra civil y debido a la destrucción sufrida hubo de ser reconstruido, modificando el aspecto de la plaza Nueva, del Ayuntamiento y de la iglesia.
Actualmente quedan restos de trincheras de la guerra civil española (1936-1939) rodeando la población por varios puntos (monte de San Roque, Los Novales, cruce con la carretera de Caudiel a Jérica).

## Demografía
Benafer cuenta con una población de 170 habitantes (INE 2024).
| Gráfica de evolución demográfica de Benafer entre 1842 y 2021                                                       |
| |
| Población de derecho según los censos de población del INE Población de hecho según los censos de población del INE |

| 1900 | 1910 | 1920 | 1930 | 1940 | 1950 | 1960 | 1970 | 1981 | 1991 | 2000 | 2005 | 2019 | 2023 |
| ---- | ---- | ---- | ---- | ---- | ---- | ---- | ---- | ---- | ---- | ---- | ---- | ---- | ---- |
| 442  | 433  | 373  | 337  | 290  | 297  | 259  | 172  | 130  | 106  | 151  | 148  | 152  | 164  |

### Economía
Basada fundamentalmente en la agricultura de secano y en la ganadería. Cultivo de almendros, olivos y cerezas en su mayoría. Cuenta con varias empresas de construcción, dos bares en el casco urbano y otro situado junto a las instalaciones de la piscina municipal, tienda ultramarinos con despacho de pan y dulces típicos y farmacia.

## Política
Las siguientes personas, representando a los siguientes partidos políticos, han ostentado el honor de ser alcalde o alcaldesa de Benafer:
| Periodo   | Nombre                  | Partido           |
| --------- | ----------------------- | ----------------- |
| 1979-1983 | Joaquín Torres Estal    | UCD               |
| 1983-1987 | Joaquín Torres Estal    | AP-PDP-UL-UV      |
| 1987-1991 | Rafael Bolós Navarro    | PSPV-PSOE         |
| 1991-1995 | Ramón Estal Aliaga      | PP                |
| 1995-1999 | José Ibáñez San Juan    | PP                |
| 1999-2003 | José Ibáñez San Juan    | PP                |
| 2003-2007 | Peregrín Marco Martínez | GIB               |
| 2007-2011 | Rafael Bolós Navarro    | PSPV-PSOE         |
| 2011-2015 | Rafael Bolós Navarro    | PSPV-PSOE         |
| 2015-2019 | Rafael Bolós Navarro    | PSPV-PSOE         |
| 2019-2023 | Juan Ramón Ruiz Renart  | Amigos de Benafer |
| 2023-act. | Sara Navarro Gómez      | PSPV-PSOE         |

## Patrimonio

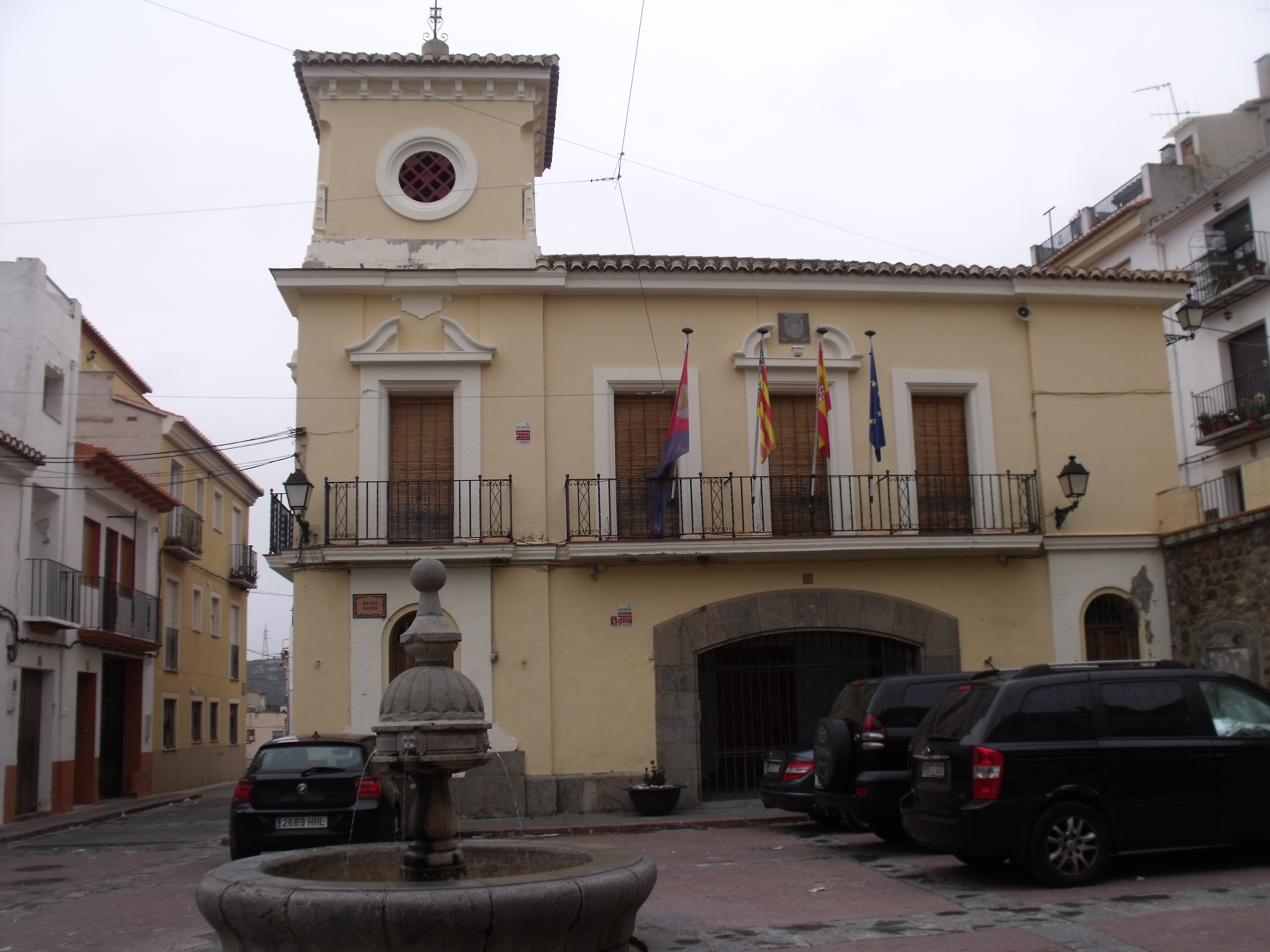
Fachada del Ayuntamiento y fuente de la plaza

### Patrimonio religioso
- Ermita de San Roque. Está situada en el alto de San Roque, desde el cual se divisa toda la población
- Iglesia Parroquial. Dedicada a la transfiguración del Señor, pertenece al orden compuesto, con talla churriguera; consta de una nave central, coro superior y altares pobres.

### Patrimonio civil
- Plaza del Ayuntamiento. Magnífico ejemplo de la reconstrucción realizada por Regiones Devastadas después de la guerra civil.

### Patrimonio natural
- Fuente de Juan de Águeda. También llamada Fandagueda. Sita a unos 100 metros de la fuente del nogal.
- Fuente del Nogal. Situada en la zona de los nogales.
- Fuensanta y Fuensantilla. Situada en la partida de Fuensanta, a unos 4 kilómetros de la población. De dicho manantial se abastece la población.
- Cueva de Cerdaña. Caverna situada al noroeste de la población dividida en dos grandes salas, una superior con grandes formaciones de estalagmitas y estalactitas, y otra inferior en estado caótico.

## Cultura

### Gastronomía
A destacar el plato típico de la población la "Olla de Labrador" y el "Testamento".

### Fiestas
6 de agosto San Salvador y el 16 de agosto San Roque. Las fiestas empiezan el 8 de agosto hasta el 18 de agosto con verbenas, vaquillas, toros embolados, etc.